# Olympische Winterspiele 2014/Teilnehmer (Dänemark)
| Gelbes Symbol für Goldmedaillen mit stilisierten Olympischen Ringen | Graues Symbol für Silbermedaillen mit stilisierten Olympischen Ringen | Braundes Symbol für Bronzemedaillen mit stilisierten Olympischen Ringen |
| ------------------------------------------------------------------- | --------------------------------------------------------------------- | ----------------------------------------------------------------------- |
| —                                                                   | —                                                                     | —                                                                       |

Dänemark nahm an den Olympischen Winterspielen 2014 in Sotschi mit zwölf Athleten in drei Sportarten teil. Der dänische Sportverband, Danmarks Idræts-Forbund (DIF), ernannte Lene Nielsen zur Fahnenträgerin bei der Eröffnungsfeier und setzte Morten Schram Rodtwitt als Chef de Mission der dänischen Delegation ein.

## Sportarten

### Curling
| Frauen - Jeanne Ellegaard - Mette de Neergaard - Lene Nielsen (Skip) - Maria Poulsen - Helle Nordfred Simonsen 6. Platz (in der Vorrunde) | Männer - Johnny Frederiksen - Troels Harry - Mikkel Poulsen - Rasmus Stjerne (Skip) - Lars Vilandt 6. Platz (in der Vorrunde) |

Mit einem 6. Platz sowohl bei den Herren-Curlern als auch der Curling-Frauenmannschaft erfüllten sich teilweise die Erwartungen, bei denen sich der DIF und die Elitesportorganisation Team Danmark im Vorfeld offiziell zum Ziel gesetzt hatten, dass der dänischen Mannschaft bei den Curling-Wettbewerben ein Platz unter den ersten fünf bei den Herren und eine Top-6-Platzierung bei den Frauen gelingen wird. In einer zusammengefassten Reaktion des Direktors von Team Danmark, Michael Andersen, wurde hinterfragt, wie eine Zusammenarbeit von DIF, Team Danmark und dem dänischen Curlingverband, Dansk Curling Forbund, aussehen könnte, um die Chancen für eine Medaille bei den Olympischen Winterspielen 2018 im südkoreanischen Pyeongchang zu erhöhen.

„De danske curlingresultater til OL er en godkendt præstation. Men hvis curling skal udnytte deres sportslige potentiale og nå til tops til fremtidige OL, skal der ske ændringer i forbundets elitekultur, og den dialog har vi allerede med curlingforbundet. Vi skal bl.a. se på, hvad det træningsmæssigt, konkurrencemæssigt og økonomisk kræver, hvis dansk curling skal kunne klare sig i den skærpede internationale konkurrence.“

„Die dänischen Curling-Ergebnisse bei den Olympischen Spielen sind eine genehmigte Leistung. Aber wenn Curling sein sportliches Potential ausnutzen will, und die Spitze zukünftiger Olympischer Spiele erreichen will, müssen Veränderungen in der Elitekultur des Verbandes passieren, und diesen Dialog führen wir bereits mit dem Curling-Verband. Wir müssen unter anderem darauf achten, was es trainingsmäßig, wettbewerbsmäig und wirtschaftlich erfordert, wenn der dänische Curling im verschärften internationalen Wettbewerb klarkommen will.“

### Ski Alpin
| Athleten           | Wettbewerb        | Zeit        | Rang |
| ------------------ | ----------------- | ----------- | ---- |
| Männer             |                   |             |      |
| Christoffer Faarup | Abfahrt           | 2:12,55 min | 37   |
| Christoffer Faarup | Super-Kombination | 3:08,32 min | 34   |
| Christoffer Faarup | Super-G           | 1:23,34 min | 46   |

### Skilanglauf
| Athleten      | Wettbewerb             | Zeit        | Rang |
| ------------- | ---------------------- | ----------- | ---- |
| Männer        |                        |             |      |
| Martin Møller | 30 km Doppelverfolgung | 1:14:05,1 h | 52   |
| Martin Møller | Sprint-Prolog          | 3:44,38 min | 54   |
| Martin Møller | 15 km klassisch        | 43:29,7 min | 58   |
| Martin Møller | 50 km Massenstart      | 1:52:32,7 h | 45   |